# Edith-Stein-Schule Erfurt

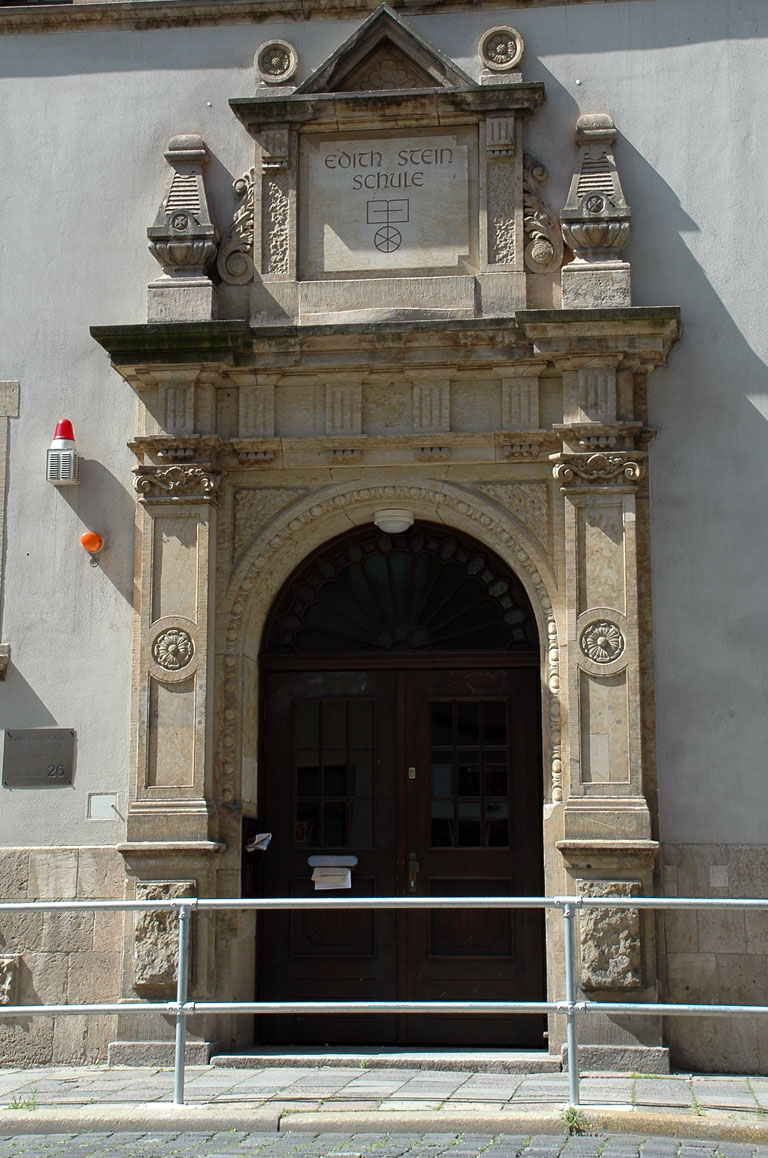
Hauptportal der Edith-Stein-Schule

Die Edith-Stein-Schule Erfurt ist eine von zwei Schulen in Erfurt in kirchlicher Trägerschaft.

## Geschichte der Mädchenschule

### Mädchenschule der Ursulinen, Goetheschule, POS 21
Bis zum Jahr 1939 war an der Stelle der heutigen Schulgebäudes eine Mädchenschule des Ursulinenklosters. Im Jahre 1939 wurde die Schule durch die Nationalsozialisten geschlossen und als Goetheschule neu gegründet, die bis in die 1990er als staatliche Schule bestand. Während der Zeit der DDR war die Goetheschule mit je zwei Klassen (ab der dritten) eines Jahrganges mit erweitertem Russischunterricht ausgestattet. Erst ab dem Jahr 1974 wurde die Schülerschaft aufgeteilt, wobei ein Teil in der, wie es damals hieß, „POS 21“ verblieb und der andere Teil in eine neugebaute Schule im Rieth, der „POS 42“ (später „Leninschule“) umzog. In den weiteren Jahren wurden die Klassenzüge mit erweitertem Russischunterricht, also ab der dritten Klasse, dann nicht mehr eingerichtet.

### Neugründung Gymnasium mit Regelschulzweig in katholischer Trägerschaft
Nach der Wende entstand in Erfurt der Wunsch, die ehemalige Ursulinenschule neu zu gründen. Sie sollte nach Edith Stein, einer Philosophin und katholischen Nonne jüdischer Herkunft benannt werden. Im Oktober 1991 wurde der Erfurter Schulförderverein für die Edith-Stein-Schule Erfurt gegründet. Im Dezember 1991 folgte die Gründung eines Schulfördervereins in Würzburg und im darauf folgenden Jahr 1992 der Schulförderverein in Essen, der ebenfalls die Edith-Stein-Schule unterstützt.
Am 23. August 1992 wurde das Edith-Stein-Gymnasium mit dazugehörigem Regelschulzweig eingeweiht. In der Trägerschaft des Bischöflichen Amtes Erfurt-Meiningen (späteres Bistum Erfurt) nahm die neu gegründete Schule 147 Schüler in den Klassenstufen 5 und 6 auf. 14 Lehrer sowie sechs Mitarbeiter wurden eingestellt. Seitdem wurden in fast jedem Jahr drei Gymnasialklassen und eine Regelschulklasse neu aufgenommen. Im Juni 1996 verließen die ersten Hauptschüler die Edith-Stein-Schule.
Im Juli 1997 verließen die ersten Realschulabgänger die Schule. Ab dem Schuljahr 2013/2014 übernahm Sven Voigt die Schulleitung vom in Rente gegangenen Gründungsdirektor Siegfried Schnauß.

### Erweiterungsbau
Mit dem Anstieg der Schülerzahl wuchs auch der Schulkomplex im Laufe der Zeit zu zwei miteinander verbundenen Gebäudeteilen, die einen Schulhof einschließen, heran. Im Oktober 1994 fand der erste Spatenstich und der Beginn der Baumaßnahmen für einen Erweiterungsbau der Schule statt. Der Bau wurde von dem Architekturbüro Kellner Kraus Stark aus Darmstadt geplant und ausgeführt. Der 1996 fertiggestellte Neubau bietet Fachräume für den Biologie-, Chemie-, Physik- und den Musikunterricht. Inzwischen wurden die alten Kunsträume im Neubau zur neuen Bibliothek und Teestube umgebaut. Unter dem Neubau befindet sich platzsparend eine Turnhalle. Diese kann durch einen Vorhang in zwei Teile geteilt werden, sodass zwei Klassen gleichzeitig unterricht haben können. Sportfeste finden auf externen Sportplätzen bzw. Turnhallen statt, da die Schule im dichtbebauten Zentrum Erfurts keinen eigenen Sportplatz besitzt.

### Staatliche Anerkennung
Seit Mai/Juli 1998 ist die private Edith-Stein-Schule Erfurt durch den Freistaat Thüringen staatlich anerkannt, ein Jahr später wurden die ersten Abiturienten entlassen. Am 24. August 2002 feierte die Edith-Stein-Schule Erfurt ihr zehnjähriges Bestehen. Im Oktober 2012 wurde mit mehreren Veranstaltungen das zwanzigjährige Bestehen gefeiert.

## Schulprofil

### Christliche Grundwerte, Anforderungen
Unter der Trägerschaft des Bistums Erfurt soll der Unterricht christliche Werte vermitteln. Neben einem Morgengebet und monatlichen Gottesdiensten für alle Schüler gibt es Freizeitangebote wie Morgenbesinnung, Mittagsgebete und zahlreiche Arbeitsgemeinschaften. Die Schule steht auf dem Grundstück des nahegelegenen Ursulinenklosters, mit dem sie zusammenarbeitet.
Da es jedes Jahr deutlich mehr Bewerber als Plätze für die neuen 5. Klassen gibt, findet bereits vor der regulären Anmeldung für Gymnasien ein Aufnahmegespräch statt. Jeder interessierte Schüler führt gemeinsam mit seinen Eltern ein Gespräch mit der Schulleitung, bei dem die Motivation und die Eignung des Kindes für das Schulprofil überprüft werden. Geschwisterkinder werden bevorzugt aufgenommen. Eine Religionszugehörigkeit ist nicht notwendig, jedoch die Bereitschaft am religiösen Leben der Schule teilzunehmen. Für die Aufnahme in höhere Klassen gelten im Prinzip dieselben Anforderungen.
Die Schule erhebt ein Schulgeld, das je nach den Einkommensverhältnissen der Eltern sowie der Anzahl der Geschwisterkinder an der Schule im Schuljahr 2011/12 zwischen 0 und 70 € (ab 2012/13 bis zu 90 €) monatlich lag.

### Fächerangebote
Im Fach Religion wird neben katholischer und evangelischer Religion in der 5. und 6. Klasse ein Grundkurs angeboten, nachdem man sich entscheiden muss, ob man evangelische oder katholische Religion wählt. Je ein Halbjahr hält ein evangelischer oder ein katholischer Religionslehrer (meist Weihbischof Reinhard Hauke) den Unterricht.
Für alle Klassen ist der Religionsunterricht verpflichtend. Es gibt keinen Ethikunterricht.
Die Schüler der Gymnasialklassen haben regulär als erste Fremdsprache Englisch. Als zweite Fremdsprache kann ab der 6. Klasse zwischen Latein und Französisch gewählt werden. Ab der 9. Klasse kann zwischen einem naturwissenschaftlichen und einem sprachlichen Profil gewählt werden (dritte Fremdsprache Latein, Französisch, eventuell Russisch).
In der Oberstufe wird das Fach „Darstellen und Gestalten“ (DuG) angeboten, das eine praktische und theoretische Auseinandersetzung mit Schauspiel und Theater vermittelt.
Im Regelschulteil wird nur Französisch als zweite Fremdsprache angeboten. In der 5. und 6. Klasse wird Werken angeboten. Die Schüler nehmen in der 7., 8. und 9. Klasse an je einem Betriebspraktikum teil.
Seit 1997 nehmen die Schüler der 10. Gymnasialklassen an einem 14-tägigen Sozialpraktikum teil, das anstelle des sonst üblichen Berufspraktikums stattfindet.

### Arbeitsgemeinschaften
Darüber hinaus bietet die Schule am Nachmittag eine Vielzahl von Arbeitsgemeinschaften (kurz AGs) an, in denen die Schüler ihren Interessen und Hobbys nachgehen können.

## Schülersprecher
Schülersprecher sind seit Oktober 2024 Raphael Ziegenhagen und Emilia Scholz (Stellvertreterin).

## Fördervereine
- Freunde und Förderer Der Edith-Stein-Schule e.V., Erfurt
- Förderverein Edith-Stein-Schule Erfurt e.V., Würzburg
- Freunde und Förderer Der Edith-Stein-Schule zu Essen e.V.

## Auszeichnungen
- 2008: 2. Platz bei dem Wettbewerb Schule des Jahres 2008 des Bochumer Unicum Verlages, Sieger in der Kategorie Medienerziehung.
- 2012: Elternpreis „Pro Cura Parentum 2012“ der Katholischen Elternschaft Deutschlands.[4]

## Partnerschulen
- Ursulinengymnasium Werl
- Bischöfliches Willigis-Gymnasium Mainz
- Edith-Stein-Schule (Darmstadt)
- St. Elisabeth Schule Heiligenstadt
- IZOP-Institut Aachen
- Ursuline Convent High School Brentwood Großbritannien

## Bekannte Schüler
Folgende bekannte Personen des öffentlichen Lebens haben die Edith-Stein-Schule Erfurt besucht:
- Kristina Nordt (* 1982), Politikerin